# Kwandong Hockey Centre
Das Kwandong Hockey Centre (koreanisch 가톨릭 관동대학교 아이스하키II 경기장) ist ein Eisstadion auf dem Gelände der Catholic Kwandong University in der südkoreanischen Küstenstadt Gangneung.
Die Halle war eine von zwei Austragungsstätten des olympischen Eishockeyturniers 2018 und Hauptaustragungsort des Turniers der Frauen. In der Halle wurde auch das Sledge-Eishockey-Turnier der Winter-Paralympics 2018 ausgetragen. Im Vorfeld der olympischen und paralympischen Turniere fanden zwischen dem 2. und 8. April 2017 die Turniere der Eishockey-Weltmeisterschaft der Frauen der Division IIA sowie der U18-Junioren der Division IIA in dem Neubau statt.
Der Bau des insgesamt fünfstöckigen Baus begann im Juli 2014 und endete im Februar 2017.